# テトゥリア回廊

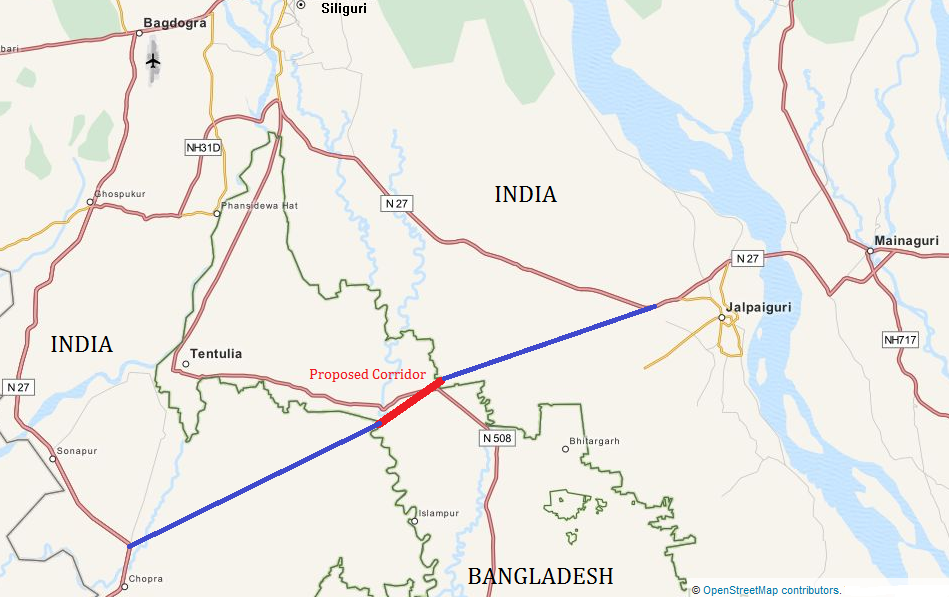
提案されたテトゥリア回廊

テトゥリア回廊（テトゥリアかいろう、英語: The Tetulia Corridor）は、シリグリ回廊の代替路として1980年に提案された回廊地帯。
現在に至っても交渉の初期段階にとどまっている。
インド政府はバングラデシュ政府と回廊の開通を協議、廊下は移動距離を約84 km (52 mi)短縮できるとし、そして北東インドへのアクセスがより容易化するとしている   ・

## 歴史
インドの分割以来、その北東部、殊に7姉妹州とインド本土との唯一のアクセスは、地滑り等自然災害が多くかつ狭いシリグリ回廊であった。
1980年に署名されたインド-バングラデシュ貿易協定の第8条は、次のように述べている。
「両国政府は、両国間の通商および物品の通過の目的で水路、鉄道、道路を使用するために相互に有益な互いの領土を通過する取り決めを行うことに合意する。」
これに基づき、インドはティーンビガ回廊と呼ばれるバングラデシュの領土を最初は毎日ある一定の時間帯だけの通行を許可した。
最終的に2011年9月からは租借契約を通じ24時間通行可能となった。
この地域の政治家は、バングラデシュにその領土を通じてインドへの往復を許可するよう説得する取り組みを強化した    。
バングラデシュ政府はこの問題について決定しておらず、提案は保留中のまま。地元の指導者たちは、インド政府がこの問題について交渉を開始し、インド・バングラデシュの土地境界協定とともに解決することを要求した   。

## 利点
この回廊は、インドの「本土」からインドの北東部までの移動距離を84 km（52マイル）短縮し、この地域の商業が強化されるだけでなく、州都からのアクセスが容易になるため、インドのジャルパイグリ地区の管理が容易になるとしている 。

## ノート
1. 1 2  “Tetulia corridor over Bangladesh finds new hope”. timesofindia-economictimes (2015年5月12日). 2015年5月29日閲覧。
2. 1 2  “Indo-Bangla land swap bill reignites old cross country corridor issue”. timesofindia-economictimes (2013年12月19日). 2015年5月29日閲覧。
3. ↑  “Opening of Tetulia Corridor”. (2005年5月11日) 2005年5月11日閲覧。
4. ↑  “Sushma Swaraj's Dhaka visit should pave the way for transformed ties with vital eastern neighbour”. The Times of India (2014年6月25日). 2015年5月29日閲覧。
5. ↑  “Sushma Swaraj in Dhaka”. Corridor.   bdnews24.com. 2014年6月25日閲覧。
6. ↑  “Sushma visit to Dhaka, India to seek more, offer less”. Corridor.   The Daily Observer. 2014年6月19日閲覧。
7. ↑  “Indo-Bangla land swap bill reignites old cross country corridor issue”. Corridor.   The Economic Times. 2013年12月19日閲覧。
8. ↑  Debasis Sarkar (2013年5月17日). “BJP to utilize Tetulia corridor issue in next West Bengal rural body election”. The Economic Times 2013年5月17日閲覧。
9. ↑  “Power plan of Bangladesh can be India's bargain points”. timesofindia-economictimes (2014年8月7日). 2015年5月29日閲覧。